# إسماعيل دعيق
إسماعيل حسن عبد الله دعيق (وُلد في 30 يوليو 1958 – ) فلسطيني شغل منصب وزير وزارة الزراعة الفلسطينية ضمن حكومة سلام فياض الثانية واستمر منذ 19 مايو 2009 حتى 28 أغسطس 2011 جراء محاكمته بتهم فساد التي نفاها.